# Lou Banach
Ludwig David „Lou” Banach (ur. 6 lutego 1960 w Port Jervis) – amerykański zapaśnik w stylu wolnym. Mistrz olimpijski z Los Angeles 1984 roku. Zawodnik Uniwersytetu Iowa. Dwa razy wygrał NCAA National Champion (1981 i 1983). Po zakończeniu kariery został trenerem w Akademii Wojskowej USA w West Point.
Jego brat Ed Banach także został złotym medalistą olimpijskim w 1984 roku.